# Jägerhof (Ahrweiler)

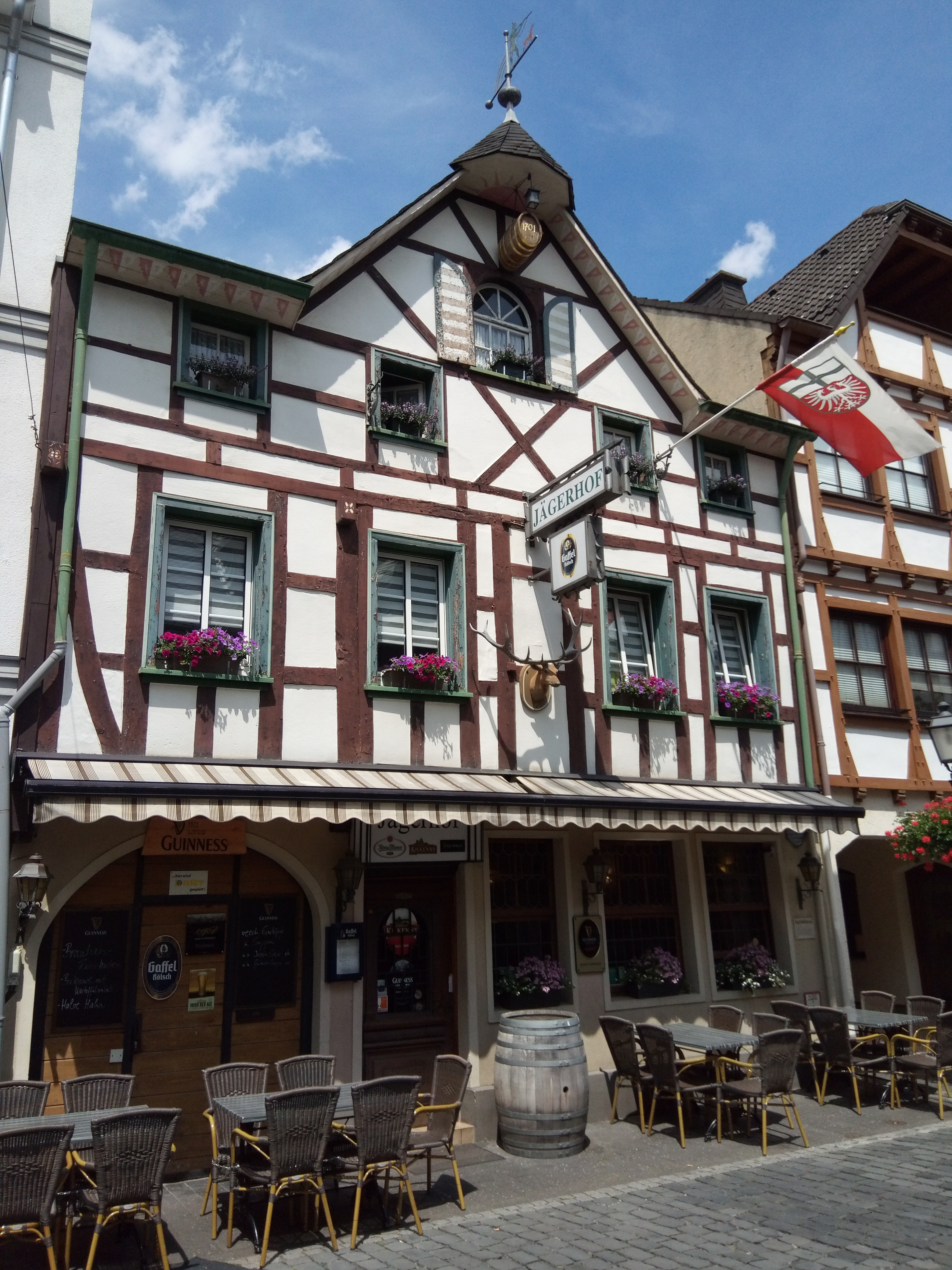
Der Jägerhof in Ahrweiler

Das Gasthaus Jägerhof an der Niederhutstraße 37 in Ahrweiler, einem Stadtteil von Bad Neuenahr-Ahrweiler im Landkreis Ahrweiler in Rheinland-Pfalz, wurde 1701 errichtet.  
Das dreigeschossige Fachwerkhaus weist im Zwerchgiebel unter der Giebelnase einen Kranbalken und darunter eine ehemalige Ladeluke mit Rundbogen auf, die heute als Fenster ausgebildet ist. 
Das Erdgeschoss wurde in Stein modernisiert, die vorkragenden Obergeschosse sind in schmuckloser Fachwerkbauweise errichtet. Die rundbogige Toreinfahrt führt zum rückwärtigen Hof.